# George Leo Watson
George Leo Watson (Whitby, 13 de dezembro de 1909 — Londres, 9 de janeiro de 1988) foi um matemático britânico.
Watson frequentou o Trinity College (Cambridge) de 1927 a 1930, onde foi aluno de S. Pollard e Abram Besicovitch. Seguiu então para a Índia como funcionário público no cargo de diretor executivo em Nagpur. Lá estudou em seu tempo livre os livros sobre teoria dos números de Leonard Eugene Dickson, iniciando entaõ a trabalhar na área. Após a independência da Índia voltou para o Reino Unido em 1948, lecionando no Acton Technical College no sul de Londres (depois absorvido pela Universidade de Brunel). Em 1951 despertou atenção por uma nova prova do teorema dos sete cubos (Watson, A proof of the seven cubes theorem, Journal London Mathematical Society, 26:153-156, 1951), muito mais simples que o teorema de Yuri Linnik, publicado em 1941. De acordo com o teorema, todo número natural de magnitude suficientemente grande é representável por uma soma de sete cubos não-negativos. Harold Davenport garantiu-lhe um cargo de leitor na University College London, onde foi depois professor, tornando-se emérito em 1977.
Recebeu em 1968 o Prêmio Berwick Sênior por três de seus artigos (Diophantine equations reducible to quadratics, Proc. LMS, 17:26-44, 1967; Non-homogeneous cubic equations, ibid., p. 271-295; Asymmetric inequalities for indefinite quadratic forms, Proc. LMS 18:95, 1968).